# DDR-Einzelmeisterschaft im Schach 1953
Die 4. DDR-Einzelmeisterschaft im Schach fand 1953 statt. Die Herren spielten vom 2. bis 12. August in Jena. Die Damen trugen ihre Meisterschaft vom 15. bis 25. August in Weißenfels aus. In beiden Turnieren wurde zum einzigen Mal nach Schweizer System über je 11 Runden gespielt.

## Allgemeines
Die Teilnehmer hatten sich über das erstmals so genannte Dreiviertelfinale (als Nachfolger der früheren Landesmeisterschaften) sowie ein System von Vorberechtigungen und Freiplätzen für diese Meisterschaft qualifiziert. Die Dreiviertelfinales fanden in sechs regional getrennten Gruppen statt. Dabei wurden jeweils sieben Runden nach Schweizer System gespielt. Zur Regionalgruppe 3 liegen die Ergebnisse nicht vollständig vor.

## Meisterschaft der Herren
Mit Reinhart Fuchs und Berthold Koch gab es erneut zwei punktgleiche Sieger, so dass der DDR-Meister wieder per Stichkampf ermittelt werden musste. Der spätere Rekordmeister Wolfgang Uhlmann gab sein Meisterschafts-Debüt und erreichte auf Anhieb einen Platz in der Spitzengruppe. Die Teilnahme der überragenden DDR-Schachspielerin Edith Keller-Herrmann am Männerturnier war ein Novum. Sie platzierte sich im vorderen Drittel. Im Turnierverlauf dominierte Titelverteidiger Koch lange Zeit. Fuchs lag nach sieben Runden um zwei Punkte zurück. Er ließ dann jedoch vier Siege folgen, darunter im direkten Duell mit Koch. Dieser holte aus den letzten vier Runden nur noch zwei Punkte und musste daher Fuchs noch aufschließen lassen. Ein ähnlich starker Endspurt (4½ aus den letzten fünf Runden) – darunter das Remis gegen Koch in der Schlussrunde – sicherte dem jungen Budrich den Bronzeplatz.

### Abschlusstabelle
| Rang | Name                  | Punkte |
| ---- | --------------------- | ------ |
| 1/2  | Reinhart Fuchs        | 8      |
| 1/2  | Berthold Koch         | 8      |
| 03   | Edmund Budrich        | 7½     |
| 04   | Kurt Krause           | 7      |
| 05   | Wolfgang Uhlmann      | 7      |
| 06   | Siegfried Brüchner    | 6½     |
| 07   | Ludwig Herrmann       | 6½     |
| 08   | Hans Platz            | 6½     |
| 09   | Edith Keller-Herrmann | 6½     |
| 10   | Rolf Schlieder        | 6½     |
| 11   | Georg Stein           | 6½     |
| 12   | Erich Kübart          | 6      |
| 13   | Karl Knothe           | 5½     |
| 14   | Wolfgang Stelzner     | 5½     |
| 14   | Karl Knothe           | 5½     |
| 15   | Albert Zirngibl       | 5½     |
| 16   | Klaus Müller          | 5½     |
| 17   | Gerhard Bessner       | 5½     |
| 18   | Horst Rittner         | 5½     |
| 19   | Rudolf Elstner        | 5½     |
| 20   | Arnold Otto           | 5      |
| 21   | Klaus Kunze           | 5      |
| 22   | Erich Winkler         | 5      |
| 23   | Rudolf Pakulla        | 4½     |
| 24   | Otto Pallwitz         | 4½     |
| 25   | Werner Buchholz       | 4      |
| 26   | Kurt Quecke           | 3½     |
| 27   | Erich Burkhardt       | 3½     |
| 28   | Karl Heinrich         | 3½     |
| 29   | Robert Seiffert       | 3      |
| 30   | Otto Rüster           | 2½     |

### Stichkampf
Der Stichkampf fand vom 12. bis 14. September 1953 in Berlin statt. Reinhart Fuchs gewann die zweite Partie mit Weiß und hielt beide Schwarzpartien remis. Der 2:1-Vorsprung genügte zum Gewinn der Meisterschaft, da er aus dem Turnier die bessere Feinwertung mitbrachte.

### Dreiviertelfinale
Gruppe 1 in Berlin
| Rang | Name               | Punkte |
| ---- | ------------------ | ------ |
| 01   | Siegfried Brüchner | 5½     |
| 02   | Reinhart Fuchs     | 5      |
| 03   | Martius            | 4½     |
| 04   | Robert Seiffert    | 4½     |
| 05   | E. Plath           | 4½     |
| 06   | Stern              | 4½     |
| 07   | Günter Ahlberg     | 4      |
| 08   | Rudolf Kirchhammer | 3½     |
| 09   | Helmut Kuzaj       | 3½     |
| 10   | Bodo Rhodin        | 3      |
| 11   | Schöneberg         | 3      |
| 12   | G. Witte           | 3      |
| 13   | Scheibe            | 2½     |
| 14   | E. Witte           | 2½     |
| 15   | Waßmundt           | 2      |
| 16   | Börner             | 0½     |

Gruppe 2 in Tharandt
| Rang | Name                  | Punkte |
| ---- | --------------------- | ------ |
| 01   | Wolfgang Uhlmann      | 5½     |
| 02   | Horst Rittner         | 5      |
| 03   | Gerhard Bessner       | 5      |
| 04   | Edith Keller-Herrmann | 5      |
| 05   | Erich Burkhardt       | 5      |
| 06   | Wolfgang Stelzner     | 4½     |
| 07   | Fritz Nüsken          | 4      |
| 08   | Manfred Kahn          | 4      |
| 09   | Schiffler             | 4      |
| 10   | Riese                 | 4      |
| 11   | Engel                 | 3½     |
| 12   | Roth                  | 3½     |
| 13   | Kretschmar            | 3½     |
| 14   | Jentsch               | 3½     |
| 15   | Helmut Tritzschler    | 3      |
| 16   | Bochmann              | 3      |
| 17   | Burkhard Starke       | 4      |
| 18   | Großer                | 2½     |
| 19   | Hans Burzlaff         | 2½     |
| 20   | Löffler               | 2½     |
| 21   | Künzel                | 2½     |
| 22   | Küchler               | 2½     |
| 23   | Henke                 | 2½     |
| 24   | Thiemig               | 2      |
| 25   | Parrè                 | 2      |
| 26   | Scheps                | 1½     |

Gruppe 3 in Forst
Zu dieser Gruppe ist nur bekannt, dass sich die Spieler Werner Buchholz und Erich Winkler aus Cottbus sowie Karl Heinrich aus Hennigsdorf durchsetzten.
Gruppe 4 in Kühlungsborn
| Rang | Name            | Punkte |
| ---- | --------------- | ------ |
| 01   | Rudolf Pakulla  | 5      |
| 02   | Otto Pallwitz   | 5      |
| 03   | Heinrich Eberl  | 5      |
| 04   | Loos            | 4½     |
| 05   | Rolf Schlieder  | 4½     |
| 06   | Kuntermann      | 4½     |
| 07   | Dießner         | 3½     |
| 08   | Jahr            | 3½     |
| 09   | Heinrich        | 3½     |
| 10   | Willi Trampenau | 3½     |
| 11   | Schröder        | 3      |
| 12   | Wolff           | 3      |
| 13   | Olms            | 2½     |
| 14   | Schwarz         | 2      |
| 15   | Bäthke          | 2      |
| 16   | Weißer          | 1      |

Gruppe 5 in Blankenburg
| Rang | Name            | Punkte |
| ---- | --------------- | ------ |
| 01   | Kurt Quecke     | 6      |
| 02   | Arnold Otto     | 5½     |
| 03   | Klaus Kunze     | 4½     |
| 04   | Reichelt        | 4½     |
| 05   | Ernst Badestein | 4      |
| 06   | Paul Kuhn       | 3½     |
| 07   | Anke            | 3½     |
| 08   | Zeh             | 3½     |
| 09   | Hartmann        | 3      |
| 10   | Petz            | 3      |
| 11   | Griesbach       | 3      |
| 12   | Hartwig         | 3      |
| 13   | Werner          | 3      |
| 14   | Hausmann        | 2      |
| 15   | Reinwarth       | 2      |
| 16   | Gräber          | 2      |

Gruppe 6 in Sömmerda
| Rang | Name            | Punkte |
| ---- | --------------- | ------ |
| 01   | Georg Stein     | 5      |
| 02   | Albert Zirngibl | 5      |
| 03   | Otto Rüster     | 4½     |
| 04   | Günter Fiensch  | 4½     |
| 05   | Herling         | 4½     |
| 06   | Stutter         | 4      |
| 07   | Ruppe           | 3½     |
| 08   | Beyer           | 3½     |
| 09   | Kurt Vordank    | 3½     |
| 10   | Freitag         | 3½     |
| 11   | Naujoks         | 3      |
| 12   | Schatzberg      | 2½     |
| 13   | Herzl           | 2½     |
| 14   | H. August       | 2½     |
| 15   | Schönbeck       | 2½     |
| 16   | Bundke          | 2      |

## Meisterschaft der Damen
Es nahmen 28 Spielerinnen an der Meisterschaft teil. Gertrud Nüsken setzte sich ungeschlagen mit einem Punkt Vorsprung vor Mira Kremer durch.

### Abschlusstabelle
| Rang | Name                   | Punkte |
| ---- | ---------------------- | ------ |
| 01   | Gertrud Nüsken         | 9½     |
| 02   | Mira Kremer            | 8½     |
| 03   | Luise Baumann          | 7½     |
| 04   | Ursula Höroldt         | 7      |
| 05   | Irmgard Falk           | 7      |
| 06   | Elfriede Paschke       | 7      |
| 07   | Anita Karau            | 6½     |
| 08   | Fränzi Janetzko        | 6½     |
| 09   | Gerda Kupka            | 6      |
| 10   | Mimi Hörning           | 6      |
| 11   | Margarete Kleinschmidt | 6      |
| 12   | Gerlinde Zenner        | 5½     |
| 13   | Martha Daunke          | 5½     |
| 14   | Maria Wahl             | 5½     |
| 15   | Elise Vogel            | 5      |
| 16   | Brigitte Grabow        | 5      |
| 17   | Gerda Switalski        | 5      |
| 18   | Dorothea Hensel        | 4½     |
| 19   | Hannelore Werner       | 4½     |
| 20   | Edith Zantow           | 4½     |
| 21   | Irmgard Schlieder      | 4½     |
| 22   | Renate Michaelis       | 4½     |
| 23   | Christa Müthsam        | 4½     |
| 24   | Irene Quicking         | 4½     |
| 25   | Margot Müller          | 4½     |
| 26   | Liddy Knoch            | 4      |
| 27   | Ruth Pfotenhauer       | 3      |
| 28   | Helga Heinold          | 2      |

### Dreiviertelfinale
in Berlin
| Rang | Name          | Punkte |
| ---- | ------------- | ------ |
| 01   | Irmgard Falk  | 3      |
| 02   | Anita Karau   | 3      |
| 03   | Helga Heinold | 2      |
| 04   | Jupe          | 1½     |
| 05   | Kraatz        | 0½     |

Gruppe 2 in Tharandt
| Rang | Name             | Punkte |
| ---- | ---------------- | ------ |
| 01   | Gerlinde Zenner  | 6½     |
| 02   | Lisa Paetzold    | 5      |
| 03   | Ursula Fetzer    | 5      |
| 04   | Christa Müthsam  | 4½     |
| 05   | Renate Michaelis | 4      |
| 06   | Elise Vogel      | 4      |
| 07   | Männel           | 4      |
| 08   | Elfriede Funke   | 3½     |
| 09   | Ursula Pohl      | 3      |
| 10   | Kotzsch          | 3      |
| 11   | Engel            | 3      |
| 12   | Lindner          | 3      |
| 13   | Hildegard Heucke | 2½     |
| 14   | Pickert          | 2      |
| 15   | Anni Überscher   | 2      |
| 16   | Scheps           | 0      |

Gruppe 3 in Brandenburg
Zu dieser Gruppe ist nur bekannt, dass sich die Spielerinnen Gerda Switalski, Brigitte Grabow und Edith Zantow durchsetzten.
Gruppe 4 in Kühlungsborn
| Rang | Name                | Punkte |
| ---- | ------------------- | ------ |
| 01   | Anne-Marie Schubert | 6      |
| 02   | Margot Müller       | 6      |
| 03   | Irmgard Schlieder   | 4½     |
| 04   | Liesbeth Wiemer     | 4½     |
| 05   | Gertrud Gahbler     | 4      |
| 06   | Reinhold            | 4      |
| 07   | Köhler              | 4      |
| 08   | E. Hobohm           | 3½     |
| 09   | Heidi Sutor         | 3½     |
| 10   | Merten              | 3      |
| 11   | Held                | 3      |
| 12   | Riedel              | 3      |
| 13   | Porsch              | 2½     |
| 14   | Richter             | 2      |
| 15   | Göseke              | 1½     |
| 16   | Götsch              | 1      |

Gruppe 5 in Blankenburg
| Rang | Name             | Punkte |
| ---- | ---------------- | ------ |
| 01   | Ursula Höroldt   | 5½     |
| 02   | Fränze Janetzko  | 5      |
| 03   | Irene Quicking   | 5      |
| 04   | Hannelore Werner | 4½     |
| 05   | Dorothea Hensel  | 4½     |
| 06   | Störmer          | 4      |
| 07   | Kreutzberg       | 3½     |
| 08   | Clauß            | 3½     |
| 09   | Gertrud Rozowski | 3      |
| 10   | Richter          | 3      |
| 11   | Köhler           | 2½     |
| 12   | Schmutzler       | 2      |
| 13   | Weber            | 2      |
| 14   | Hegebarth        | 1      |

Gruppe 6 in Sömmerda
| Rang | Name                   | Punkte |
| ---- | ---------------------- | ------ |
| 01   | Margarete Kleinschmidt | 6      |
| 02   | Maria Wahl             | 5½     |
| 03   | Ruth Pfotenhauer       | 4½     |
| 04   | Liddy Knoch            | 4½     |
| 05   | E. Skudlabski          | 4      |
| 06   | Gößler                 | 4      |
| 07   | Freitag                | 4      |
| 08   | Böttner                | 3½     |
| 09   | Müller                 | 3½     |
| 10   | Hunger                 | 3½     |
| 11   | Heuchert               | 3½     |
| 12   | Wallynowsky            | 3      |
| 13   | Backhaus               | 2½     |
| 14   | Henke                  | 2      |
| 15   | Pötzl                  | 1½     |
| 16   | Huke                   | 0½     |

## Jugendmeisterschaften
| Altersklasse | männlich                   | weiblich                    |
| ------------ | -------------------------- | --------------------------- |
| Schüler      | Manfred Hoppensack (Halle) | Eva-Maria Dörffel (Potsdam) |
| Jugend       | Burkhard Malich (Staßfurt) |                             |

Über eine Meisterschaft der weiblichen Jugend liegen keine Informationen vor.